# Mary Parker Follett
Mary Parker Follett (Quincy, 3 settembre 1868 – Boston, 18 dicembre 1933) è stata una filosofa, politologa, scrittrice e sociologa statunitense conosciuta per una delle teorie delle organizzazioni sulla gestione del management, in particolare sul management consulting. È definita la "Madre del management moderno".  Concentrò i suoi studi sul ruolo delle persone nelle organizzazioni insistendo sull'importanza del promuovere relazioni sociali positive come aspetto fondamentale di ogni business.

## Biografia
Follett nacque nel 1868 a Quincy, Massachusetts, da una ricca famiglia quacchera. La famiglia era composta da Charles Allen Follett, un macchinista in una fabbrica di scarpe locale, ed Elizabeth Curtis (nata Baxter) Follett, rispettivamente di origine inglese-scozzese e gallese, e un fratello minore. La cattiva salute di sua madre e la morte del padre la costrinsero ad assumere il ruolo di capofamiglia durante la sua adolescenza. Follett frequentò la Thayer Academy, una scuola diurna preparatoria collegiale a Braintree, Massachusetts, e trascorse gran parte del suo tempo libero prendendosi cura della madre disabile. Nel settembre 1885 si iscrisse alla Società di Anna Ticknor per incoraggiare gli studi a casa.
Dal 1890 al 1891 studiò all'Università di Cambridge e poi si trasferì a studiare presso la Society for the Collegiate Instruction of Women di Cambridge (più tardi conosciuta come Radcliffe College). Per i successivi sei anni, Follett frequentò l'università in modo irregolare, laureandosi infine summa cum laude nel 1898 con specializzazione in governo, economia, diritto e filosofia. La sua tesi su Radcliffe, il presidente della Camera dei rappresentanti, fu pubblicata nel 1896. In seguito fu accettata ad Harvard.
Nei successivi tre decenni pubblicò molte opere. Fu una delle prime donne a tenere un discorso alla London School of Economics, dove parlò di questioni gestionali all'avanguardia. Si distinse anche nel campo del management essendo stata ricercata dal presidente degli Stati Uniti Theodore Roosevelt come suo consulente personale sulla gestione delle organizzazioni no-profit, non governative e di volontariato. Follett parlava correntemente sia il tedesco che il francese e utilizzava le sue capacità linguistiche per mantenersi informata sui progressi in tutti i campi in Europa.
Follett incontrò Isobel L. Briggs con la quale ebbe una relazione impegnata per oltre trent'anni. I due vivevano insieme, condividendo il tempo tra Beacon Hill, un quartiere di Boston, e una casa estiva di loro proprietà a Putney, nel Vermont.
Follett morì nel 1933 a Boston, Massachusetts.

## Idee e influenze
Mary Parker Follet definì il management come “l’arte di portare a termine le cose attraverso le persone”. Il background educativo e lavorativo di Follett avrebbe modellato e influenzato le sue teorie e i suoi scritti futuri. Una delle sue prime posizioni professionali la vide lavorare come assistente sociale nel quartiere Roxbury di Boston dal 1900 al 1908. Durante questo periodo le sue interazioni con la comunità di Roxbury la portarono a comprendere l'importanza degli spazi comunitari come aree di incontro e socializzazione.
Grazie alla sua esperienza nello sviluppo di orientamento professionale e programmi serali nelle scuole pubbliche, sviluppò quello che sarebbe stato il lavoro della sua vita e le sue teorie sulle dinamiche di gruppo. "The New State", il suo secondo scritto pubblicato nel 1918, pose le teorie fondamentali per le sue teorie più importanti e diventò un importante centro di attenzione della sua carriera.
Partecipando a gruppi locali ricreativi, educativi e di sostegno, Parker sviluppò i suoi ideali di democrazia partecipativa e i suoi ideali di società come "integrativa". L'osservazione delle persone la portò a credere che i confini dell'identità di una persona siano porosi, influenzati dalla società che la circonda, che, a sua volta, è influenzata dalle identità delle persone al suo interno. Quindi il sé e la società, secondo Parker, si trovavano in un ciclo in cui contribuivano costantemente a crearsi a vicenda.

## Teoria organizzativa
Nella sua veste di teorica del management, Follett aprì la strada alla comprensione dei processi laterali all'interno delle organizzazioni gerarchiche (il loro riconoscimento portò direttamente alla formazione di organizzazioni a matrice, la prima delle quali fu DuPont, negli anni '20), all'importanza dei processi informali all'interno delle organizzazioni gerarchiche e l'idea dell'"autorità della competenza", che servì a modificare la tipologia di autorità sviluppata dal suo contemporaneo tedesco, Max Weber, che divise l'autorità in tre categorie separate: razionale-legale, tradizionale e carismatica.
Riconobbe la natura olistica della comunità e avanzò l'idea delle "relazioni reciproche" per comprendere gli aspetti dinamici dell'individuo in relazione agli altri. Follett sosteneva il principio di ciò che chiamava "integrazione", o condivisione non coercitiva del potere basata sull'uso del suo concetto di "potere con" piuttosto che di "potere su".
Follett non sottoscrisse del tutto l'idea manageriale comune dell'epoca che presupponeva che, mentre i manager erano in grado di usare la ragione e la logica, i loro subordinati erano invece concentrati sul sentimentalismo. Follett credeva che tutte le persone, indipendentemente dalla loro identificazione o ruolo, agissero in base al trattamento ricevuto. Credeva che i manager non avessero bisogno di manipolare i subordinati per ottenere il comportamento desiderato, ma che invece potessero addestrarli a essere pensatori dotati di potere in grado di creare i risultati desiderati di propria iniziativa. Follett credeva che la leadership, pur essendo una parte costante del rapporto d'affari, fosse più fluida. La leadership, ipotizzò Follett, non era sempre legata a un ruolo ma spesso alla persona con la maggiore conoscenza o esperienza nel settore.
Follett contribuì notevolmente alla filosofia win-win, coniando il termine nel suo lavoro con i gruppi. Il suo approccio al conflitto fu quello di accoglierlo come un meccanismo di diversità e un’opportunità per sviluppare soluzioni integrate piuttosto che semplicemente scendere a compromessi. Follett considerava il conflitto come un modo per comunicare ulteriormente e cercare la comprensione reciproca. Il conflitto, invece di essere un mezzo di turbolenza all’interno di un rapporto di gestione, rappresentava un’opportunità per rafforzare il rapporto. Le sue idee sulla risoluzione dei conflitti erano all'epoca nuove e innovative. È stata anche una pioniera nella creazione di centri comunitari.

## Opere (selezione)
Follett è autrice di numerosi libri e saggi, articoli e discorsi sulla democrazia, le relazioni umane, la filosofia politica, la psicologia, il comportamento organizzativo e la risoluzione dei conflitti.
- The Speaker of the House of Representatives (1896)[9]
- The New State (1918)[10][11]
- Creative Experience (1924)[12][13]
- 'Dynamic Administration: The Collected Papers of Mary Parker Follett (1942) (una raccolta di discorsi e brevi articoli è stata pubblicata postuma)[14]